# 5 Armia (II RP)

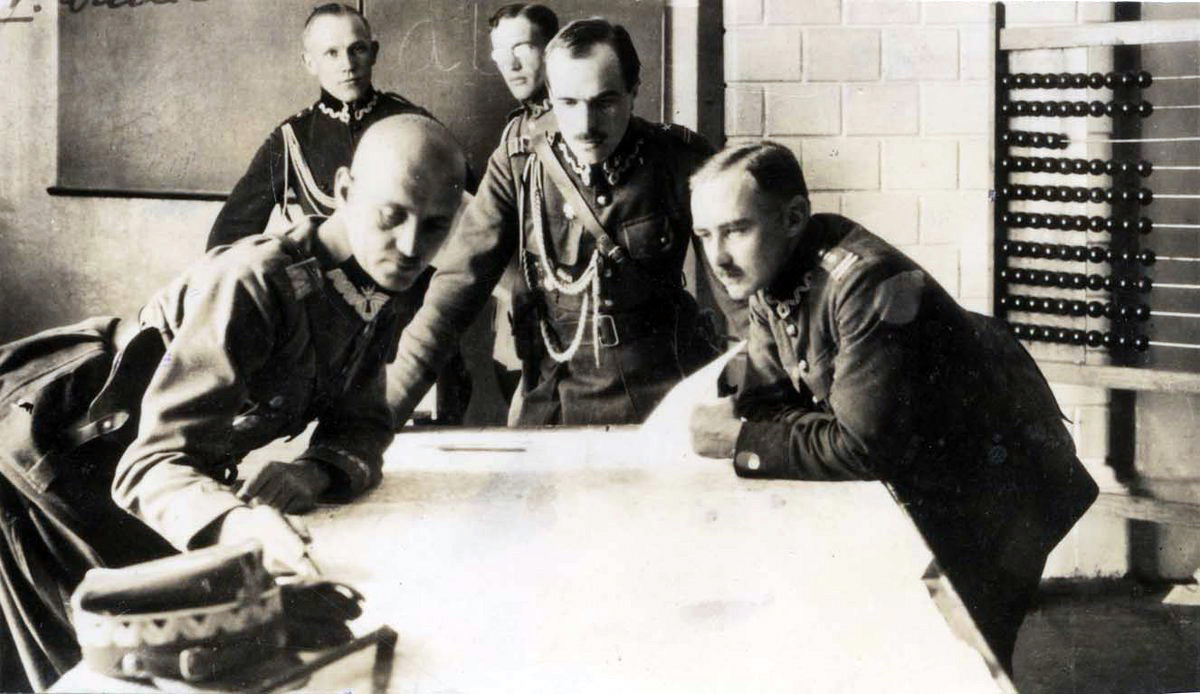
Gen. Władysław Sikorski ze sztabem 5 Armii podczas bitwy warszawskiej

5 Armia (5 A) – związek operacyjny Wojska Polskiego II RP.

## Historia
W czasie wojny z bolszewikami, po zakończonej klęską obronie linii Narwi i Bugu, na przełomie lipca i sierpnia 1920, Naczelne Dowództwo WP postanowiło rozegrać decydującą bitwę z Frontem Zachodnim Tuchaczewskiego na przedpolach Warszawy. W tym celu 6 sierpnia zreorganizowano system dowodzenia, a posiadane siły podzielono na trzy fronty:
- Północny: 5, 1 i 2 Armia,
- Środkowy: 4 i 3 Armia
- Południowy: 6 Armia i Armia Ukraińska.

Utworzona tego samego dnia (6 sierpnia) 5 Armia miała za zadanie bronić Wkry i przeprowadzić ofensywę (według oceny polskiego dowództwa) na prawe skrzydło wojsk sowieckich, odciążając stolicę.
Początkowo armia miała zebrać swoje siły między Narwią a Bugiem, lecz w związku z atakiem Kawkoru (III Korpusu Kawalerii) dopiero 12 sierpnia udało się odpowiednio rozlokować siły do ataku przewidzianego na 15 sierpnia. Tymczasem 13 sierpnia przyszedł telegram o przyspieszeniu operacji o jeden dzień.
Prawie połowę jednostek taktycznych armii tworzyły formacje improwizowane lub ochotnicze o bardzo słabym zaopatrzeniu materialnym.
"Piąta armja, jako twór ostatnich dni, nie posiadała ponadto tradycji bojowej. Nie istniała w jej szeregach, owa niewidoczna, niemniej jednak niezawodna nić wzajemnego zaufania, jaka winna łączyć żołnierza z dowódcą, jeśli dany oddział ma być zwycięskim. … W tej chorej gromadzie ludzkiej trzeba więc było wskrzesić zamierającą duszę, trzeba ją było uleczyć i uczynić z powrotem zdolną do czynu i walki. Trzeba było obudzić wśród żołnierzy poczucie pewności i wiarę w zwycięskie zakończenie rozpoczynającej się bitwy, pomimo liczebnej przewagi przeciwnika”.

Początkowa faza bitwy

Gen. Sikorski, 14 sierpnia 1920 wydał rozkaz następującej treści:
Żołnierze!
W dniu dzisiejszym rozpoczyna się zdawna przez armję polską i przez cały Naród oczekiwana kontrofensywa nasza.
Piątej armji przypadło to najszczytniejsze dziś zadanie, by pierwszem uderzeniem rozpocząć i zdecydować rozstrzygający okres polsko-rosyjskiej wojny.
Żołnierze, gdy w wichurze ognia ruszycie do ataku, pamiętajcie, że nietylko o wiekopomną sławę, lecz o wolność i potęgę naszej Ojczyzny walczycie!
Na ostrzach Waszych bagnetów niesiecie dziś przyszłość Polski.
Sercem i myślą jest z Wami cały Naród. Cała Polska wierzy i ufa, że w walce, która się dziś na śmierć i życie zaczyna, jeden może być wynik:
Zwycięstwo i triumf wojsk Rzeczypospolitej Polskiej.
Wytrwania i mocy!
Rzekoma potęga bolszewicka rozpadnie się w gruzy pod Waszym uderzeniem. Mieczami wykujemy dawne granice Polski.
Naprzód, żołnierze!
Śmiało patrzcie śmierci w oczy, bo śmierć to sława, zwycięstwo, to przyszłość nasza!
Naprzód, aż do zupełnego zniszczenia wroga!
Niech żyje Polska!

### Początek bitwy

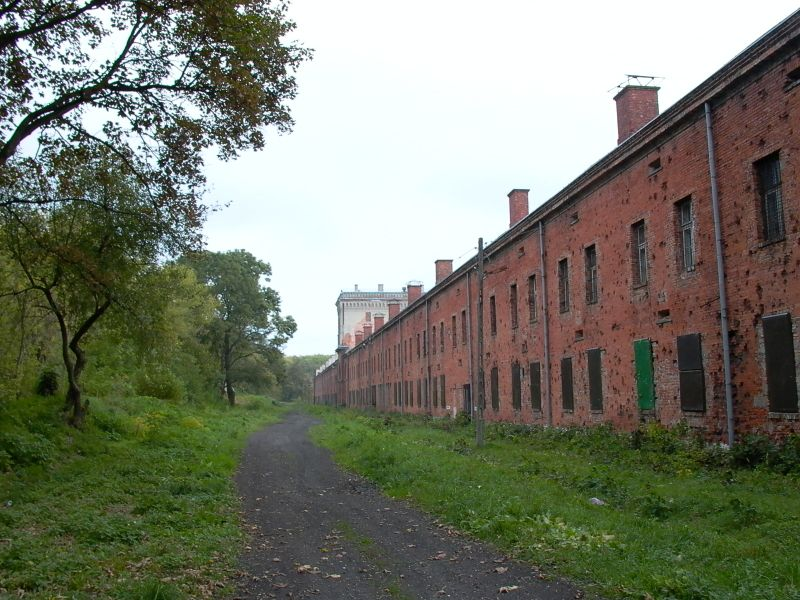
Twierdza Modlin

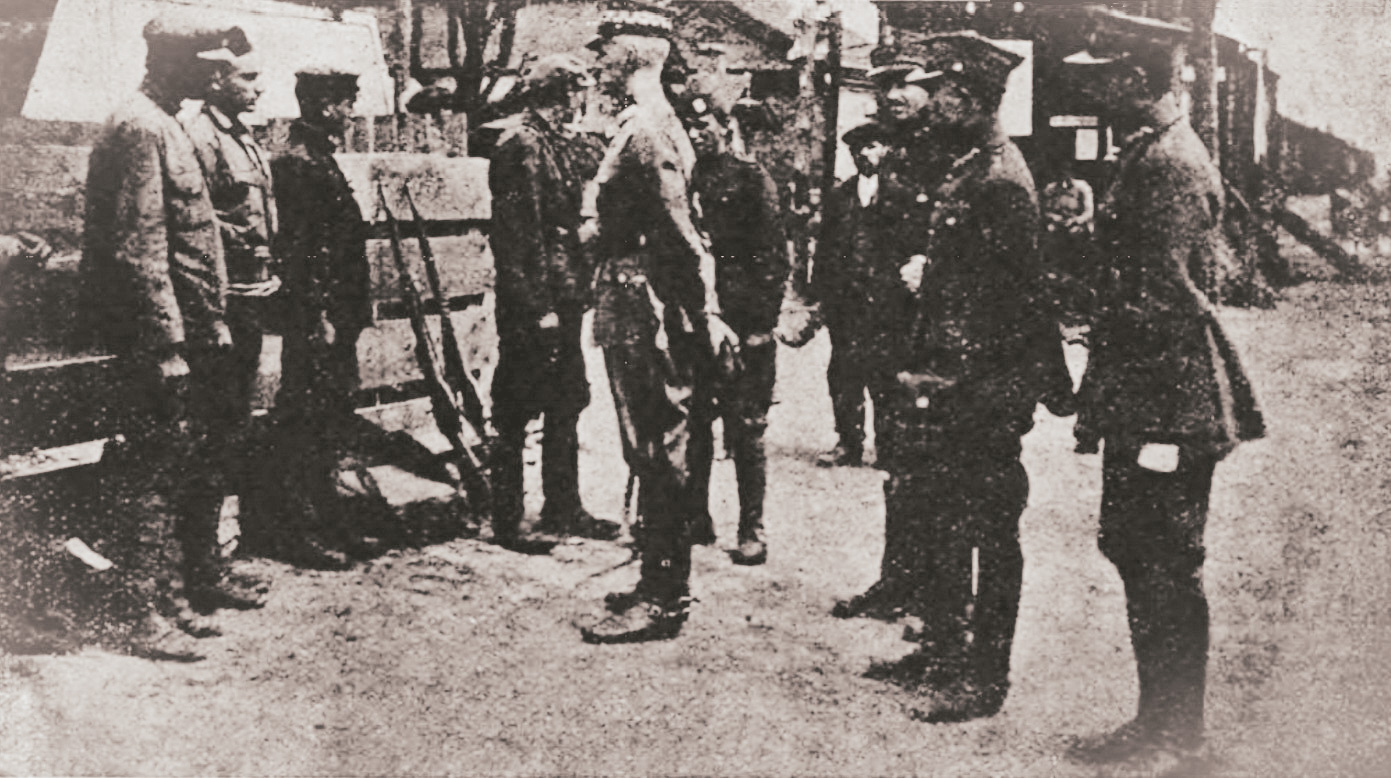
Generał Władysław Sikorski, dowódca 5 Armii, w rozmowie z ochotnikami przed rozpoczęciem uderzenia na bolszewików spod Modlina, 14 sierpnia 1920 r.

Rankiem 14 sierpnia 18 Dywizja Piechoty częścią sił przeprawiła się przez Wkrę, reszta zajęła Mystkowo i Rzewin. W ten sposób wytworzyła lukę między 4. (atakującą Płock) a 15 Armią radziecką nacierającą na Wkrę. Doszło do ciężkich, nierozstrzygniętych walk, które po przeniesieniu na północ od Sochocina zakończyły się obejściem prawego skrzydła 15 Armii i polskim zwycięstwem. Jednocześnie 11 DS zadała duże straty Brygadzie Syberyjskiej i przedostała się za Wkrę, zajmując kilka modlińskich fortów.
W tym czasie gen. ppor. Sikorskiemu udało się rozeznać w planach i liczebności wojsk przeciwnika. Okazało się wtedy, że ok. 26000 jego żołnierzy toczy walkę nie z prawym skrzydłem przeciwnika, lecz ze środkiem zgrupowania liczącego ok. 75000 czerwonoarmistów usiłujących przejść Wisłę od zachodu i obejść Warszawę. Dodatkowo z powodu niepowodzeń 1 Armii (utrata Radzymina i 1. linii umocnień) Sikorski musiał na zagrożony obszar wysłać 9 DP i DO, które łącząc się z 144 pp odpierały ataki 16. armii. W tym czasie BS przesunięto w rejon Nowego Miasta. Trudna sytuacja żołnierzy powodowała zwątpienie i niesubordynację zwalczane ostrymi rozkazami (w szczególnych wypadkach dochodziło nawet do egzekucji).
15 sierpnia radzieckie 15. i 3. (bez 21 DS) armie uderzyły na linii Wkry (Borków-Sochocin), w wyniku czego Sikorski przesunął oddziały z zachodu w rejon walk. Doszło też do jednego z najważniejszych epizodów bitwy warszawskiej – 203 pułk ułanów zagonem opanował Ciechanów, główny punkt dowodzenia 4. armii, zajął kancelarię i radiostację, co miało znaczny wpływ na dalszą fazę bitwy. Wypad wciągnął też do walki 33 DS (15 Armii radzieckiej), co doprowadziło do zażartych walk i wyjścia wojsk polskich na linię kolejową Modlin-Mława.
Rankiem 16 sierpnia 18 DP, DO i BS uderzyły na zgrupowanie radzieckie w Nasielsku, mimo zagrożenia lewej flanki, bowiem 33 DS wciąż toczyła zacięte walki z częścią 18 Dywizji Piechoty (145 pp), a 1 pszwol odpierał atak 2 dywizji 4 Armii. Mimo tego ok. godz. 16 zdobyto Nasielsk. Bolszewicy rozpoczęli odwrót. Na zachodzie wciąż znajdowało się 6 dywizji 4. armii, w tym 3 KK. Wieczorem 17 sierpnia po zaciętych walkach pod Winnicą zdobyto Pułtusk. Wiązało się to z natarciem Grupy Uderzeniowej znad Wieprza na tyły wroga i jego ogólnym odwrotem.
Nie oddaliło to niebezpieczeństwa, ponieważ gen. Tuchaczewski tego dnia wydał dyrektywę operacyjną nr 406 dotyczącą ataku 4. i 15. armii na pozycje wojsk Sikorskiego. Walki toczyły się głównie pod Pułtuskiem i Ciechanowem, a zakończyły się klęską formacji radzieckich. W tym czasie 5 Armia zajmowała pozycję Serock-Pułtusk-Gąsocin-Ojrzeń-Sochocin-Płońsk-Wyszogród.

### Decydujące starcie
18 sierpnia nadeszły nowe dyrektywy NDWP (nr 8875/III i 8885/III), reorganizujące armie na północnym teatrze działań i przydzielające nowe zadania. Treść dla wojsk gen. ppor. Sikorskiego brzmiała:

5 Armia - likwidowanie całkowite 3 Konnego Korpusu 4 Armii i tych części 15 Armii bolszewickiej, które przez ruch 5 Armii ku północy na Przasnysz-Mławę zostaną odcięte.

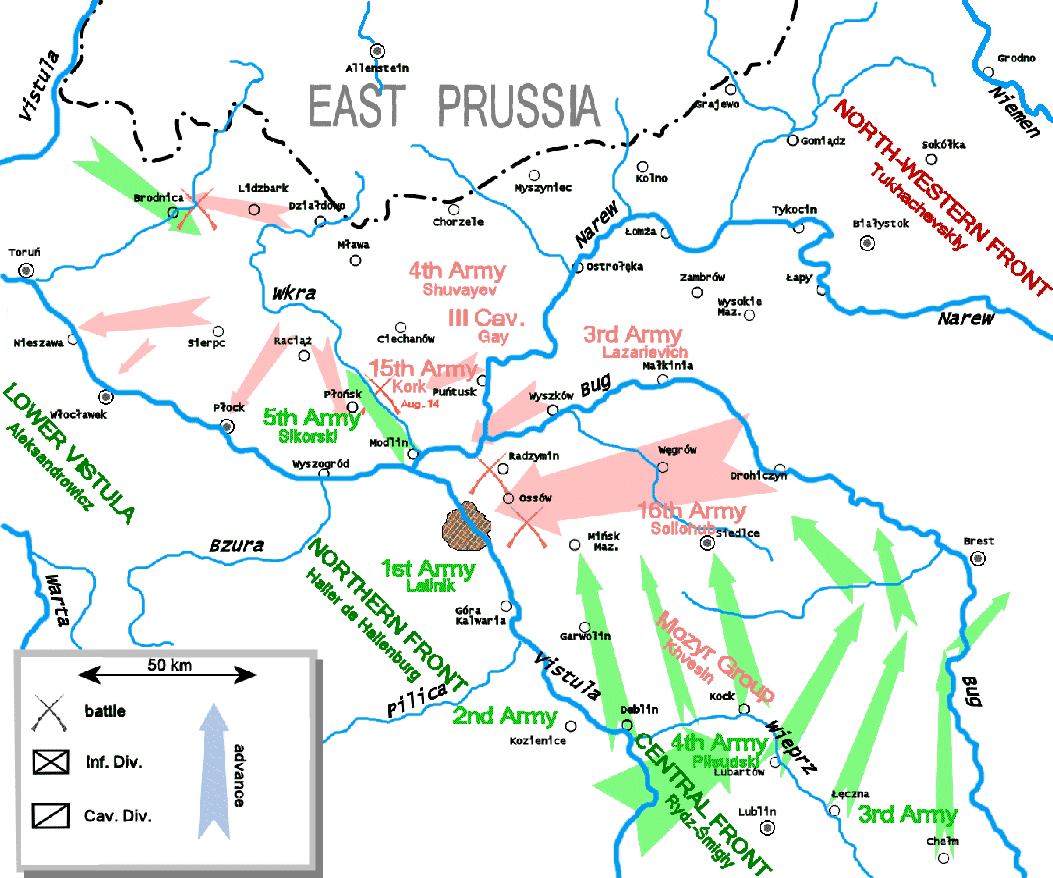
Druga faza bitwy – kontratak Wojska Polskiego

Wówczas 5 Armia, uzupełniona dywizjami z 1 Armii, zajęła Maków Mazowiecki oraz ruszyła na Mławę, którą zajęła 21 sierpnia. Napotkała wtedy korpus Gaj-Chana, który przebijał się przez Konopki-Chorzele-Myszyniec-Kolno, rozproszył w Konopkach polskie zgrupowanie pancerne (pociągi pancerne i czołgi), wyciął 2 bataliony 18 Dywizji, ominął Grudusk, gdzie znajdowała się Dywizja Ochotnicza, pokonał 22 pp. 23 sierpnia w rejonie Chorzeli i Myszyńca, mimo ciężkich walk przebił się przez Brygadę Syberyjską, a to wszystko pod naciskiem Dywizji Jazdy płk Dreszera. Dopiero pod Kolnem, pod naporem całej 4 Armii polskiej, III KK musiał wycofać się za granicę niemiecką, podobnie jak 3 dywizje z 4 Armii, 2 z 15. i 1 z 3. Oznaczało to koniec bitwy warszawskiej. 5 Armia wykonała swoje zadanie, pomimo trzykrotnie silniejszego przeciwnika; po zakończeniu walk znacznie osłabioną rozwiązano, jej jednostki przekazano innym armiom, głównie  3 Armii, której dowódcą został gen. ppor. Sikorski.
Z rozkazu nr 1805/II gen. Sikorskiego z 28 sierpnia 1920 roku:
… Jestem dumny, że dowodziłem oficerami, którzy dzieląc wszelki trud z żołnierzem, potrafili, jak sam widziałem, prowadzić boso pułk do ataku; lżej ranni uciekali ze szpitala na wiadomość, iż oddziały ich w ciężkich znalazły się walkach; którzy po odniesieniu śmiertelnej rany prosili w odpowiedzi na moje zapytanie o ostatnie zlecenie o opiekę nad rannymi szeregowcami ich oddziałów. Dumny jestem, że pod memi rozkazami służyli szeregowi, którzy na chwilę przed śmiercią pytali o wieści z pola bitwy, a na wiadomość o polskiem zwycięstwie konali z uśmiechem na ustach. …

## Ordre de Bataille 5 Armii
- Dowództwo 5 Armii
- 9 Dywizja Piechoty
- 10 Dywizja Piechoty (od ok. 20 sierpnia)
- 11 Dywizja Piechoty (od ok. 20 sierpnia)
- 17 Dywizja Piechoty
- 18 Dywizja Piechoty
- Dywizja Ochotnicza
- Północna Dywizja Jazdy (do ok. 20 sierpnia tylko VIII Brygada Jazdy)
- Brygada Syberyjska
- Grupa „Działdowo”
- Odcinek „Modlin” - płk Edward Malewicz (od 12 sierpnia)
- 1 eskadra wywiadowcza
- 12 eskadra wywiadowcza
- 13 eskadra myśliwska

13 sierpnia 1920 roku 5 Armia liczyła 22 010 bagnetów (piechurów) i 3826 szabel (jeźdźców), którzy byli uzbrojeni w 452 karabiny maszynowe, 141 dział, 40 czołgów, 9 samochodów pancernych i 2 pociągi pancerne.

## Obsada personalna dowództwa
- dowódca armii - gen. ppor. Władysław Sikorski (nominacja 11 VIII 1920)
- szef sztabu - ppłk SG Romuald Wolikowski
- szef Oddziału III - mjr SG Stanisław Rostworowski
- kwatermistrz - ppłk SG Antoni Jakubski
- szef lotnictwa - ppłk pil. inż. Antoni Buckiewicz